# Анрі Леконт
Анрі Леконт (фр. Henri Leconte) —  французький тенісист 1980-х —1990-х років, переможець  Відкритого чемпіонату Франції в  парному розряді. Найвищу одиночну позицію світового рейтингу — 5 місце досяг 22 вересня 1986, парну — 6 місце — 18 березня 1985 року. Здобув 9 одиночних та 10 парних титулів.
1991 року Леконт брав участь у фіналі Кубка Девіса, в якому французи сенсаційно перемогли американців. Леконт переграв Піта Сампраса, а також  у парній грі, разом із  Гі Форже. Загалом Леконт грав за збірну 13 років поспіль і має співвідношення виграшів програшів 41–25, а пара Леконт/Форже зовсім не програвала (з березня 1985 до липня 1993).
Завершив кар'єру 1996 року.

## Значні фінали

### Фінали турнірів Великого шолома

#### Одиночний розряд: 1 фінал
| Результат | Рік  | Турнір      | Пооверхня | Супротивник   | Рахунок       |
| --------- | ---- | ----------- | --------- | ------------- | ------------- |
| Поразка   | 1988 | French Open | Ґрунт     | Матс Віландер | 5–7, 2–6, 1–6 |

#### Парний розряд: 2 (1 титул)
| Результат | Рік  | Турнір      | Пооверхня | Партнер   | Супротивники            | Рахунок                     |
| --------- | ---- | ----------- | --------- | --------- | ----------------------- | --------------------------- |
| Перемога  | 1984 | French Open | Ґрунт     | Яннік Ноа | Павел Сложил Томаш Шмід | 6–4, 2–6, 3–6, 6–3, 6–2     |
| Поразка   | 1985 | US Open     | Хард      | Яннік Ноа | Кен Флек Роберт Сегусо  | 7–6(5), 6–7(1), 6–7(6), 0–6 |

### Фінали турнірів серії Мастерс

#### Пари: 2 (1–1)
| Результат | Рік  | Турнір       | Пооверхня | Партнер  | Супротивники              | Рахунок          |
| --------- | ---- | ------------ | --------- | -------- | ------------------------- | ---------------- |
| Поразка   | 1991 | Індіан-Веллз | Хард      | Гі Форже | Джим Кур'є Хав'єр Санчес  | 6–7(1), 6–3, 3–6 |
| Перемога  | 1993 | Індіан-Веллз | Хард      | Гі Форже | Люк Дженсен Скотт Мелвілл | 6–4, 7–5         |

## Історія виступів у турнірах Великого шолома
| Турнір                                 | 1980 | 1981 | 1982 | 1983 | 1984 | 1985 | 1986 | 1987 | 1988 | 1989 | 1990 | 1991 | 1992 | 1993 | 1994 | 1995 | 1996 | Усп    | В-П   |
| -------------------------------------- | ---- | ---- | ---- | ---- | ---- | ---- | ---- | ---- | ---- | ---- | ---- | ---- | ---- | ---- | ---- | ---- | ---- | ------ | ----- |
| Відкритий чемпіонат Австралії з тенісу |      | LQ   |      |      |      | 4р   | NH   | 3р   | 3р   | 1р   | 3р   |      | 1р   |      | 2р   |      |      | 0 / 7  | 8–7   |
| Відкритий чемпіонат Франції з тенісу   | 1р   | 1р   | 1р   | 2р   | 2р   | ЧФ   | ПФ   | 1р   | Ф    |      | ЧФ   | 2р   | ПФ   | 1р   | 1р   |      | 1р   | 0 / 15 | 27–15 |
| Вімблдонський турнір                   | Q    | 2р   | 1р   | 2р   |      | ЧФ   | ПФ   | ЧФ   | 4р   |      | 2р   | 3р   | 3р   | 4р   | 1р   | 1р   |      | 0 / 13 | 26–13 |
| Відкритий чемпіонат США з тенісу       |      |      | 1р   |      | 3р   | 4р   | ЧФ   | 4р   | 3р   |      | 2р   |      | 3р   | 1р   |      |      |      | 0 / 9  | 17–9  |
| В-П                                    | 0–1  | 1–2  | 0–3  | 2–2  | 3–2  | 13–4 | 14–3 | 8–4  | 13–4 | 0–1  | 8–4  | 3–2  | 9–4  | 3–3  | 1–3  | 0–1  | 0–1  | 0 / 44 | 78–44 |

A = не брав участі
NH = турнір не проводився
LQ = програв у вирішальному колі кваліфікації
Усп = кількість перемог у турнірі на кількість участей

## Фінали за кар'єру

### Одиночний розряд: 16 (9–7)
| Результат | No | Дата | Турнір                                      | Покриття   | Суперник                 | Рахунок                  |
| --------- | -- | ---- | ------------------------------------------- | ---------- | ------------------------ | ------------------------ |
| Перемога  | 1. | 1982 | Стокгольм, Швеція                           | Тверде (i) | Матс Віландер            | 7–6(7–4), 6–3            |
| Поразка   | 1. | 1983 | Кіцбюель, Австрія                           | Ґрунт      | Гільєрмо Вілас           | 6–7(4–7), 6–4, 4–6       |
| Поразка   | 2. | 1983 | Сідней, Австралія                           | Тверде (i) | Джон Макінрой            | 1–6, 4–6, 5–7            |
| Поразка   | 3. | 1984 | Мемфіс, США                                 | Килим (i)  | Джиммі Коннорс           | 3–6, 6–4, 5–7            |
| Перемога  | 2. | 1984 | Stuttgart Outdoor, Німеччина                | Ґрунт      | Джін Меєр                | 7–6(11–9), 6–0, 1–6, 6–1 |
| Перемога  | 3. | 1985 | Ніцца, Франція                              | Ґрунт      | Віктор Печчі             | 6–4, 6–4                 |
| Поразка   | 4. | 1985 | Sydney Indoor, Австралія                    | Тверде (i) | Іван Лендл               | 4–6, 4–6, 6–7(6–8)       |
| Перемога  | 4. | 1985 | Sydney International, Австралія             | Трава      | Келле Евернден           | 6–7(6–8), 6–2, 6–3       |
| Поразка   | 5. | 1986 | Бристоль, Велика Британія                   | Трава      | Віджай Амрітрадж         | 6–7(6–8), 6–1, 6–8       |
| Перемога  | 5. | 1986 | Женева, Швейцарія                           | Ґрунт      | Тьєррі Тюлан             | 7–5, 6–3                 |
| Перемога  | 6. | 1986 | Hamburg Masters, Німеччина                  | Ґрунт      | Мілослав Мечирж          | 6–2, 5–7, 6–4, 6–2       |
| Перемога  | 7. | 1988 | Ніцца, Франція                              | Ґрунт      | Жером Потьє              | 6–2, 6–2                 |
| Поразка   | 6. | 1988 | Мастерс Гамбург, Німеччина                  | Ґрунт      | Кент Карлссон (тенісист) | 2–6, 1–6, 4–6            |
| Поразка   | 7. | 1988 | Відкритий чемпіонат Франції з тенісу, Париж | Ґрунт      | Матс Віландер            | 5–7, 2–6, 1–6            |
| Перемога  | 8. | 1988 | Брюссель, Бельгія                           | Килим (i)  | Якоб Гласек              | 7–6(7–3), 7–6(8–6), 6–4  |
| Перемога  | 9. | 1993 | Галле, Німеччина                            | Трава      | Андрій Медведєв          | 6–2, 6–3                 |

### Парний розряд: 19 (10–9)
| Результат | No  | Дата | Турнір                                      | Покриття   | Партнер         | Суперники                           | Рахунок                 |
| --------- | --- | ---- | ------------------------------------------- | ---------- | --------------- | ----------------------------------- | ----------------------- |
| Перемога  | 1.  | 1981 | Болонья, Італія                             | Килим (i)  | Семмі Джаммалва | Томаш Шмід Балаж Тароці             | 7–6, 6–4                |
| Перемога  | 2.  | 1982 | Ніцца, Франція                              | Ґрунт      | Яннік Ноа       | Пол Макнамі Балаж Тароці            | 5–7, 6–4, 6–3           |
| Поразка   | 1.  | 1982 | Борнмут, Англія                             | Ґрунт      | Іліє Настасе    | Пол Макнамі Бастер Моттрам          | 6–3, 6–7, 3–6           |
| Перемога  | 3.  | 1982 | Базель, Швейцарія                           | Тверде (i) | Яннік Ноа       | Фріц Бунінг Павел Сложил            | 6–2, 6–2                |
| Перемога  | 4.  | 1982 | Відень, Австрія                             | Килим (i)  | Павел Сложил    | Марк Діксон Террі Мур               | 6–1, 7–6                |
| Поразка   | 2.  | 1983 | Мастерс Монте-Карло, Монако                 | Ґрунт      | Яннік Ноа       | Гайнц Ґюнтгардт Балаж Тароці        | 2–6, 4–6                |
| Перемога  | 5.  | 1983 | Екс-ан-Прованс, Франція                     | Ґрунт      | Жіль Мореттон   | Іван Камус Серхіо Касаль            | 2–6, 6–1, 6–2           |
| Поразка   | 3.  | 1984 | Філадельфія, США                            | Килим (i)  | Яннік Ноа       | Пітер Флемінг Джон Макінрой         | 2–6, 3–6                |
| Перемога  | 6.  | 1984 | Відкритий чемпіонат Франції з тенісу, Париж | Ґрунт      | Яннік Ноа       | Павел Сложил Томаш Шмід             | 6–4, 2–6, 3–6, 6–3, 6–2 |
| Перемога  | 7.  | 1984 | Кіцбюель, Австрія                           | Ґрунт      | Паскаль Порт    | Колін Даудесвелл Войцех Фібак       | 2–6, 7–6, 7–6           |
| Перемога  | 8.  | 1984 | Стокгольм, Швеція                           | Тверде (i) | Томаш Шмід      | Віджай Амрітрадж Іліє Настасе       | 3–6, 7–6, 6–4           |
| Поразка   | 4.  | 1985 | Відкритий чемпіонат США з тенісу, Нью-Йорк  | Тверде     | Яннік Ноа       | Кен Флек Роберт Сегусо              | 7–6, 6–7, 6–7, 0–6      |
| Перемога  | 9.  | 1988 | Ніцца, Франція                              | Ґрунт      | Гі Форже        | Гайнц Ґюнтгардт Дієго Наргісо       | 4–6, 6–3, 6–4           |
| Поразка   | 5.  | 1988 | Monte-Carlo Masters, Монако                 | Ґрунт      | Іван Лендл      | Серхіо Касаль Еміліо Санчес Вікаріо | 0–6, 3–6                |
| Поразка   | 6.  | 1990 | Queen's Club, Англія                        | Трава      | Іван Лендл      | Джеремі Бейтс Кевін Каррен          | 2–6, 6–7                |
| Поразка   | 7.  | 1991 | Індіан-Веллс, США                           | Тверде     | Гі Форже        | Джим Кур'є Хав'єр Санчес            | 6–7, 6–3, 3–6           |
| Поразка   | 8.  | 1992 | Тулуза, Франція                             | Тверде (i) | Гі Форже        | Бред Пірс Байрон Талбот             | 1–6, 6–3, 3–6           |
| Перемога  | 10. | 1993 | Індіан-Веллс, США                           | Тверде     | Гі Форже        | Люк Єнсен Скотт Мелвілл             | 6–4, 7–5                |
| Поразка   | 9.  | 1994 | Галле, Німеччина                            | Трава      | Гері Мюллер     | Олів'є Делетр Гі Форже              | 4–6, 7–6, 4–6           |